# Слезкин, Иван Львович
Иван Львович Слезкин (14 [26] сентября 1818, Москва — 31 декабря 1882 [12 января 1883], Москва) — генерал-лейтенант, начальник Московского губернского жандармского управления.

## Биография
Родился в Москве 14 (26) сентября 1818 года. Имел брата Михаила, который тоже стал генералом.
В службе с 18 мая 1835 года; в корпусе жандармов с 1848 года. Был начальником 7-го московского округа (1864); 22 сентября 1863 года произведён в генерал-майоры.
С 1867 года — начальник Московского губернского жандармского управления
В 1869 году, после опознания тела сокурсниками студента Иванова, лично взял под контроль дело об убийстве студента Иванова как шеф губернского жандармского управления (такое внимание было связано с тем, что Иванов состоял на учёте у жандармов как революционер). Собирал показания на революционера Сергея Нечаева. В частности, студент университета П. И. Махин 2 июня 1869 года написал следующее:

С Нечаевым я встретился назад тому 2 года (Махин забыл, 4 года. — Ф. Л.), или несколько более, в Москве следующим образом. Я в то время был в Университете и часто на лекциях встречался с вольнослушателем Нефедовым, а вскоре по дешевизне номеров, где квартировал (дом Ностиц — на Дмитровке, в номерах Романникова), занял один из номеров рядом с его. У него-то в это время встретил некоего Нечаева, готовящегося держать экзамен на домашнего учителя и уроженца с. Иванова, откуда сам был родом и Нефедов. Нефедов мне говорил, что Нечаев очень беден, и общая квартира была бы для него удобною. Ради соблюдения собственного интереса и экономии я согласился занять общий номер с Нечаевым и прожил вместе месяцев 4 или 6. <…> К концу нашей 5-месячной жизни Нечаев перешел жить на месяц к Погодину в качестве секретаря. Возвратясь оттуда, мы с ним серьезно поссорились по той причине, что он вышедшего из корпуса моего брата хотел подчинить своему влиянию не в смысле политическом, а в домашних отношениях; просто обижал его. Вследствие ссоры и получа из дому деньги, — кажется 25 руб., — он уехал в Петербург, не сказав мне даже, с какой целью, и даже не рассчитавшись со мной, ибо остался должен мне 6 рублей за квартиру, которые и доселе не отдал. Во время нашей обшей жизни он хлопотал более всего о получении диплома на звание учителя, так как он был в крайности и никакими политическими затеями не занимался, а потому и со мною о них разговоров не имел. Уехал он, на меня рассердившись очень сильно, и переписки не вел, что делал в Петербурге, не знаю, а почему пишет письмо, если это только он пишет, не могу понять. Разве только с целью насолить мне и скомпрометировать меня перед правительством.
С 27 января 1874 года — генерал-лейтенант. Состоя при министерстве внутренних дел, числился по армейской кавалерии.
Умер 31 декабря 1882 (12 января 1883) года. Похоронен в Москве на кладбище Ново-Алексеевского женского монастыря.
Его жена: Софья Ивановна (1828—13.10.1887).

## Награды
российские
- орден Св. Анны 2-й ст. (1852; императорская корона к ордену — 1859)
- орден Св. Станислава 2-й ст. с императорской короной (1856)
- орден Св. Владимира 3-й ст. (1861)
- орден Св. Станислава 2-й ст. (1868)
- орден Св. Анны 2-й ст. (1870)
- орден Св. Владимира 2-й ст. (1872)
- орден Белого орла (1875)

иностранные
- персидский орден Льва и Солнца 1-й ст. (1873)
- австрийский орден Франца Иосифа 1-й ст. (1874)